# 이브 라퐁텐

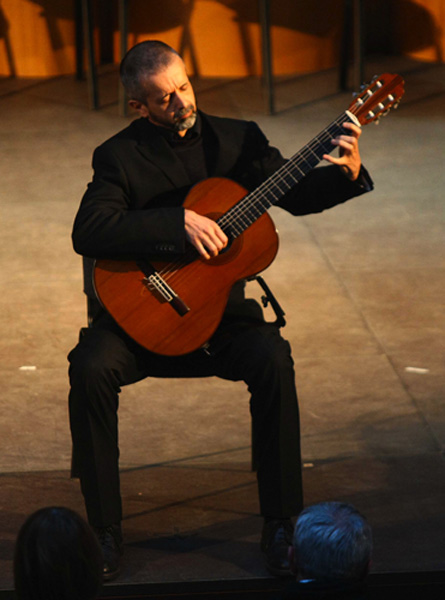

이브 라퐁텐(Yves Lafontaine, 1959년 7월 15일 ~ )은 캐나다 음악가, 바이올린 제작자 겸 작가이다.

## 생애
라퐁텐(Lafontaine)은 아마추어 페인터 잔다르크 라퐁텐 네 부씨에르 (Jeanne d'Arc Lafontaine (née Bussière)) 와 아마추어 가수 겸 은행원 앙리 라퐁텐 (Henri Lafontaine)의 아들로 퀘백주 그랑 메어(Grand-Mère)에서 태어났다. 일곱명 중 여섯째인 그는 바하와 모짜르트에 빠져 음악 공부를 시작한다. 라퐁텐은 청소년기에 클래식 기타와 접하며, 20대 초반에 이르러서는 "순간의 강렬함을 완벽하게 풀어내는 놀라운 테크닉"을 발현한다.

## 교육
1970년도 말에서 80년도 초, 라퐁텐은 퀘백 국립고등 음악원(Conservatoire de Musique du Québec à Trois-Rivières)에서 Jean Vallières 으로부터 클래식 기타를, Walter Joachim 으로부터 실내악을, Alfred Filek 으로부터 비올라를 배운다. 두 번째 사이클을 끝으로 음악원을 떠난 라퐁텐은 클래식 기타를 전문적으로 연주한다. 1979년부터는 맥도날드 호수(Lake McDonald)에서 Raymond Sealey 의 마스터클라스를 수료한다.
1983년, 프랑스 니스로 이주한 라퐁텐은 니스 국제 교육원 (Académie Internationale d'Eté)에서 알렉상드르 라고야 (Alexandre Lagoya), Carel Harms 와 클래식 기타 공부를 지속하며, 프랑스에서의 교육 기간 중 Jacques Chailley 의 음악 분석 수업과Fernand Quattrocchi 의 지휘 수업을 수강한다.  또한 1985-86년간 독일 바바리안 주립 도서관과 스페인의 마드리드 국립 도서관에서 진행한 연구를 통해 르네상스와 초기 바로크 시대 다양한 표기 시스템의 이해를 넓힌다.
1991년, 캐나다에 몬트리올의 맥길 대학교(McGill University)로 돌아온 그는 동아시아 연구로 학사과정을 수료한다. 또한 일본 정부의 허가를 받아, 쓰쿠바 대학 (Tsukuba University)의 일본어 교육 과정을 수료하고, 도쿄 대 음악대학에서 지휘자 교육을 수료한다. 2007년에는 Giovanni Lucchi, Pierre Guillaume와 함께 롬바르디아 지방의 바이올린 활 제작 코스를 수료한다. 2008년에는Ernesto Vaia, Giorgio Scolari, and Lorenzo Marchi와 함께 크레모나에 위치한 안토니오 스트라디바리 바이올린 제작 학교를 졸업한다. 나아가 2010년, 동 학교의 바이올린 복원과정을 Alessandro Voltini, Claudio Amighetti and Andrea Ortona와 졸업한다.

## 가족관계
라퐁텐은 쓰쿠바대학교에서 만난 유코 이데구치(Yuko Ideguchi)와1993년 9월 9일 결혼, 네명의 자녀를 두었다. 라퐁텐은 일본 간토평야에 아파트가 있으며, 일본-이태리 거주권과 더불어 캐나다 시민권이 있다.  그는 영어, 독일어, 프랑스어, 이태리어, 스페인어, 일어에 능통하다.   라퐁텐은 수영과 하키가 건강에 핵심적이라고 여기며 지속적인 연습을 한다.

## 직업
- 지휘자

라퐁텐은 캐나다에서 성가대 지휘자로 시작하였지만 악기로 전환하여 각색을 통해 경력을 쌓는다. 1990대부터 그는 일본을 주 무대 삼아 나리타 필하모닉 오케스트라, 마쿠하리 필하모닉 오케스트라, 교토 필로뮤지카 오케스트라, 하이든 심포니에타, 도쿄 피오리 오페라의 주 지휘자로, 도쿄 필하모닉 심포니 오케스트라의 보조 지휘자로 경력을 쌓는다.  현재는 이태리에서 메인 활동을 펼치고 있다.
- 기악가

초기 레네상스적 스타일에서 현대적인 요소까지 아우르는 라퐁텐은, 클래식 기타와 레네상스 바이올린 제작자 스타일로  프랑스, 벨기에, 오스트리아, 독일, 스페인 , 노르웨이, 캐나다, 미국, 그리고 아시아에서 솔로와 실내악을 선보였으며, 라디오와 텔레비전 프로그램에 자신의 기타 각색과 편곡을 피쳐했다.  2006년 두 시즌동안은 안토니오 스트라디바리 학교의 오케스트라에서 바이올린을 연주하였다.
- 작가

프랑스 시, 음악적 기술과 관련된 글쓰기 분야에서 주 활동을 펼친다.
- 악기

라퐁텐은 1989년산 “Girollet” Contreras 기타와  1754년도산 Michel'Angelo Bergonzi 바이올린을 연주한다.
- 수상

2007 피소그네 바이올린 제작 대회는 그의 비올라 “Nec Pluribus Impar” 에Menzione Speciale per l'Acustica”를 수상한다. (6) Catalogue NICPASSECH Editrice MILANO - Via Bernardino Telesio, 17
- 앨범

바하, 스카를라티, 알베니스, 그라나도스, 데 팔랴, 로드리고, 소르와 푸홀의 음악이 담긴 개인 레코드 CD (1)